# Leptoneta trabucensis
Espèce

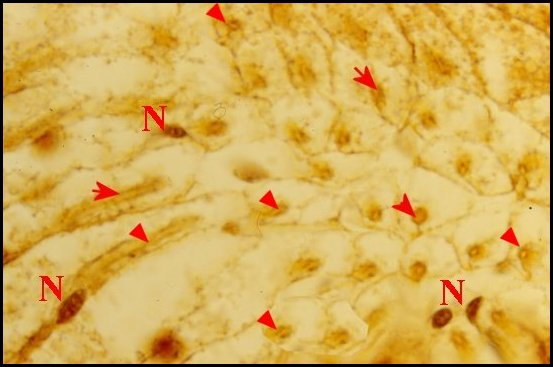
Coupe histologique des canaux excréteurs et cellules canalaires de glandes "sexuelles" chez le mâle de Leptoneta trabucensis

Leptoneta trabucensis est une espèce d'araignées aranéomorphes de la famille des Leptonetidae.

## Distribution
Cette espèce est endémique du Gard en Languedoc-Roussillon en France. Elle se rencontre dans la grotte de Trabuc à Mialet.

## Étymologie
Son nom d'espèce, composé de trabuc et du suffixe latin -ensis, « qui vit dans, qui habite », lui a été donné en référence au lieu de sa découverte, la grotte de Trabuc.

## Publication originale
- Simon, 1907 : Étude sur les araignées de la sous-section des Haplogynes. Annales de la Société Entomologique de Belgique, vol. 51, p. 246-264 (texte intégral).